# Antena (biologia)

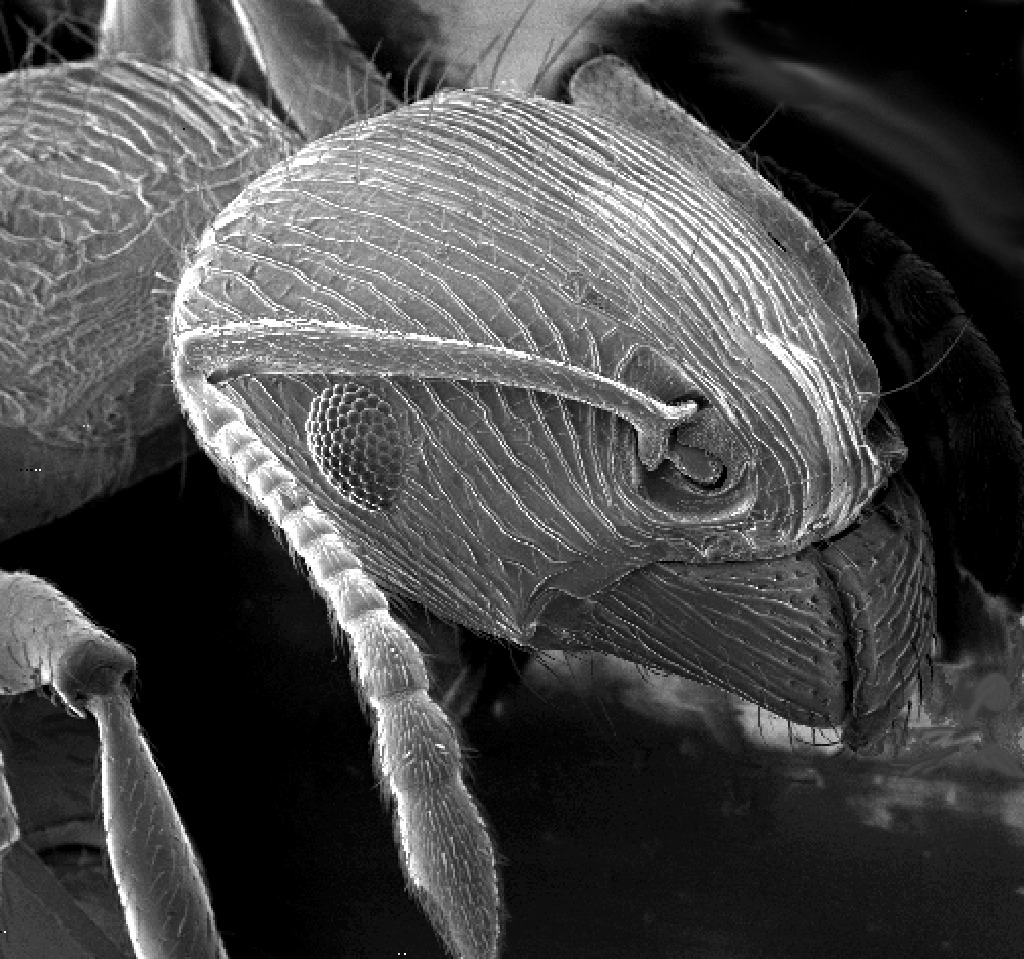
Antena geniculada de uma formiga.

Em zoologia, chamam-se antenas a órgãos sensoriais de muitos artrópodes, com a forma 
de apêndices localizados na cabeça. Cada inseto possui em torno de duas antenas na sua cabeça.
Nos crustáceos, elas são birramadas e presentes nos dois primeiros segmentos da cabeça, o par menor é conhecido como antênulas. Todas as outras classes de artrópodes, exceto pelos quelicerados que não as possuem, possuem um único par de antenas birramados. 
As antenas são segmentadas pelo menos na base. São órgãos sensoriais, embora a natureza sensorial exata não seja a mesma em todos os grupos, e nem sempre esta é clara. As funções sensoriais podem variar e incluem tato, movimentação do ar, calor, vibração (som) e principalmente olfação (odor ou sabor). Nos insetos as antenas possuem receptores olfativos (ou quimioreceptores) que detectam moléculas de odor, incluindo feromonas. 
Os três segmentos básicos de uma antena típica de insetos são o escapo, pedicelo e o flagelo, que muitas vezes compreende diversos artículos chamados flagelômeros, de grande importância taxonômica. Flagelômeros verdadeiros possuem membrana articular entre eles, porém em muitos insetos o flagelo é inteiramente ou parcialmente composto de uma série flexível de annuli, que não são flagelômeros verdadeiros. 
Existem vários tipos de antenas de insetos, como por exemplo: 
- filiforme – toda ela da mesma espessura, como em gafanhotos por exemplo;
- setiforme – diminuindo em espessura da base para o ápice, como nas baratas;
- claviforme – engrossando da base para o ápice, como em algumas borboletas;
- moniliforme – artículos arredondados, como em cupins e em alguns besouros;
- serreada – com pequenos prolongamentos laterais, em fileira, como em besouros elaterídeos e alguns machos de louva-a-deus;
- bi-serreada – quando em duas fileiras;
- pectinada – com longos prolongamentos laterais, em fileira, como em vaga-lumes;
- bi-pectinada – quando em duas fileiras, como em muitas mariposas;
- capitada – com o ápice engrossado, como nos besouros;
- lamelada – com prolongamentos foliáceos nos artículos, como em besouros escarabeídeos;
- geniculada – em cotovelo, com o primeiro segmento longo e os demais pequenos, formando ângulo com o primeiro, como nas formigas;
- plumosa – com inúmeros prolongamentos laterais, ao redor da antena, como em machos de mosquitos.